# 2011-es magyar atlétikai bajnokság
A 2011-es magyar atlétikai bajnokság a 116. magyar bajnokság volt A pályabajnokságot augusztus 6-án és 7-én rendezték meg a Szekszárdi Atlétikai Centrumban. A bajnokság egyben a pálya nyitóversenye is volt.

## Helyszínek
- téli dobóbajnokság: március 6., Szombathely
- 50 km-es gyaloglás: március 26., Gyűgy
- 20 km-es gyaloglás: április 17., Békéscsaba
- 10 000 m: április 30., Pasarét
- Többpróba: május 21–22., Debrecen
- pályabajnokság: augusztus 6–7., Szekszárd
- félmaraton: szeptember 4., Budapest
- maraton: október 2., Budapest
- mezeifutás: november 26., Szentendre

## Eredmények

### Férfiak
| Versenyszám            | Arany                                                               | Arany    | Ezüst                                                                 | Ezüst                            | Bronz                                                         | Bronz                            |
| ---------------------- | ------------------------------------------------------------------- | -------- | --------------------------------------------------------------------- | -------------------------------- | ------------------------------------------------------------- | -------------------------------- |
| 100 m                  | Karlik Dániel KSI                                                   | 10,71    | Németh Roland MAC-Népsatdion                                          | 10,82                            | Pauer Géza Ferencvárosi TC                                    | 10,84                            |
| 200 m                  | Kása Tibor Haladás                                                  | 21,31    | Pásztor Gábor KSI                                                     | 21,41                            | Lukács Máté Favorit AC Kaposvár                               | 21,70                            |
| 400 m                  | Deák Nagy Marcell Gödöllői EAC                                      | 46,41    | Lukács Máté Favorit AC Kaposvár                                       | 47,09                            | Kása Tibor Haladás                                            | 47,23                            |
| 800 m                  | Kazi Tamás Debreceni SC                                             | 1:48,01  | Szemeti Péter Újpesti TE                                              | 1:48,27                          | Kolossváry István TFSE                                        | 1:49,52                          |
| 1500 m                 | Szemeti Péter Újpesti TE                                            | 3:48,08  | Tábor Miklós Békéscsabai AC                                           | 3:49,57                          | Kállay Dániel VEDAC                                           | 3:49,60                          |
| 5000 m                 | Tóth László Békéscsabai AC                                          | 14:25,46 | Bene Barnabás Pécsi VSK                                               | 14:31:57                         | Kovács Tamás VEDAC                                            | 14:33,24                         |
| 10 000 m               | Bene Barnabás Pécsi VSK                                             | 29:09,02 | Minczér Albert VEDAC                                                  | 29:09,74                         | Tóth Tamás Micro SC                                           | 30:37,33                         |
| maraton                | Józsa Gábor MAC Népstadion                                          | 2:27:49  | Rezessy Gergely Vasas SC                                              | 2:31:40                          | Beda Szabolcs ELTE ADSK                                       | 2:34:21                          |
| 3000 m akadály         | Tóth László Békéscsabai AC                                          | 8:36,94  | Minczér Albert VEDAC                                                  | 8:37,75                          | Szalai Benjamin VEDAC                                         | 9:05,33                          |
| 110 m gát              | Baji Balázs Békéscsabai AC                                          | 14,22    | Gönczöl Máté VEDAC                                                    | 14,39                            | Koroknai Tibor Debreceni SC                                   | 14,53                            |
| 400 m gát              | Koroknai Tibor Debreceni SC                                         | 51,27    | Koroknai Tibor Debreceni SC                                           | 52,50                            | Hegedűs Mátyás Tatabányi SC                                   | 53,19                            |
| 4 × 100 m váltó        | Kiss Gábor Vas Dávid Propszt Norbert Bézsenyi Gergő Bp. Honvéd      | 41,90    | Hoppál Soma Tölgyesi Botond Kafer Levente Tamási Ottó KSI             | 42,62                            | Nagy Gergely Gönczöl Máté Kungli Dávid Nagy Gábor VEDAC       | 43,34                            |
| 4 × 400 m váltó        | Gutema Emanuel Koroknai Máté Koroknai Tibor Kazi Tamás Debreceni SC | 3:12,22  | Kovács Zoltán Kamen Ádám Kolesza Gergő Deák-Nagy Marcell Gödöllői EAC | 3:14,59                          | Schmidt Kornél Takács Dávid Kállay Dániel Bartha László VEDAC | 3:15,00                          |
| 20 km gyaloglás        | Helebrandt Máté Nyírsuli                                            | 1:27:07  | Rácz Sándor Békéscsabai AC                                            | 1:29:56                          | Tubak Róbert Szegedi VSE                                      | 1:30:32                          |
| 50 km gyaloglás        | Tubak Róbert Szegedi VSE                                            | 4:22:32  | Marinka Zsolt Szegedi EAC                                             | 5:03:22                          | Koltai Viktor Bp. Honvéd                                      | 5:13:45                          |
| magasugrás             | Harsányi Olivér Debreceni SC                                        | 2,13 m   | Fajoyomi Dávid Gödöllői EAC                                           | 2,13 m                           | Bakosi Péter Nyírsuli                                         | 2,10 m                           |
| rúdugrás               | Skoumal Péter Debreceni SC                                          | 5,00 m   | Jaeger Ákos Bp. Honvéd                                                | 4,90 m                           | Várszegi Tamás Gödöllői EAC                                   | 4,80 m                           |
| távolugrás             | Bánhidi Bence TFSE                                                  | 7,81 m   | Ecseki Dániel Szolnoki MÁV                                            | 7,68 m                           | Virovecz István Haladás VSE                                   | 7,60 m                           |
| hármasugrás            | Georgiou Stavros Bp. Honvéd                                         | 15,95 m  | László Dávid Alba Regia AK                                            | 15,14 m                          | Pál Robin Misi SC                                             | 15,10 m                          |
| súlylökés              | Kürthy Lajos Mohácsi TE                                             | 19,51    | Páli Viktor VEDAC                                                     | 17,32                            | Máriássy Ádám Bp. Honvéd                                      | 16,30                            |
| diszkoszvetés          | Kővágó Zoltán Bp. Honvéd                                            | 67,17 m  | Máté Gábor CSASE                                                      | 59,08 m                          | Savanyú Péter Omega AC Tamási                                 | 58,46 m                          |
| kalapácsvetés          | Pars Krisztián Dobó SE                                              | 80,63    | Németh Kristóf Dobó SE                                                | 74,94 m                          | Hudi Ákos VEDAC                                               | 70,95 m                          |
| gerelyhajítás          | Török Krisztián Ferencvárosi TC                                     | 78,51 m  | Papp Bence Reménység Vác                                              | 74,77 m                          | Bakos Tamás Ferencvárosi TC                                   | 68,59 m                          |
| tízpróba               | Szabó Attila Ferencvárosi TC                                        | 7362     | Kovács Norbert KSI                                                    | 6916                             | Käfer Levente KSI                                             | 6708                             |
| félmaraton             | Kovács Tamás VEDAC                                                  | 1:06:04  | Koszár Zsolt VEDAC                                                    | 01:06:34                         | Tóth Tamás Micro SC                                           | 1:08:12                          |
| mezei futás            | Kovács Tamás VEDAC                                                  | 27:35    | Szabó Sándor Tatabéányai SC                                           | 27:46                            | Kovács Ádám MISI SC                                           | 27:52                            |
| csapat mezei futás     | Kovács Tamás Kállay Dániel Szabolcs Kis Áron Szirbek Zsolt VEDAC    | 20       | Zatykó Miklós Soltész Roland Szederkényi Máté Petrik György Vasas     | 35                               | Csere Gáspár Dani Áron Boross Gábor BEAC                      | 40                               |
| csapat félmaraton      | Kovács Tamás Koszár Zsolt Őri István VEDAC                          | 3:26:09  | Tóth László Balogh István Tábor Miklós Békéscsabai AC                 | 3:32:09                          | Rezessy Gergely Soltész Roland Jenkei Péter Vasas             | 3:38:57                          |
| csapat maraton         | Beda Szabolcs Szabó Gábor Pach Péter Pál ELTE ADSK                  | 8:00:32  | Zsódér Zsolt Pulszky Lajos Zoltán Pész Attila András Micro SC         | 08:02:59                         | Rezessy Gergely Malonovits József Petrik György Vasas         | 8:15:38                          |
| csapat 20 km gyaloglás | Tubak Róbert Farkas Ádám Fábián András Szegedi VSE                  | 4:53:16  | Srp Miklós Tokodi Dávid Kósi Márk Bp. Honvéd                          | 4:59:29                          | Farkas Bence Szentiványi András Glázer Szabolcs Tatabányai SC | 5:21:28                          |
| csapat 50 km gyaloglás | Koltai Dávid Venyercsán László Csaba István Bp. Honvéd              | 15:57:16 | Több értékelhető csapat nem volt                                      | Több értékelhető csapat nem volt | Több értékelhető csapat nem volt                              | Több értékelhető csapat nem volt |

### Nők
| Versenyszám            | Arany                                                                      | Arany    | Ezüst                                                                    | Ezüst    | Bronz                                                       | Bronz                            |
| ---------------------- | -------------------------------------------------------------------------- | -------- | ------------------------------------------------------------------------ | -------- | ----------------------------------------------------------- | -------------------------------- |
| 100 m                  | Nguyen Anasztázia Bp. Honvéd                                               | 11,83    | Kaptur Éva KSI                                                           | 11,98    | Schmelcz Vivien Bp. Honvéd                                  | 12,23                            |
| 200 m                  | Nguyen Anasztázia Bp. Honvéd                                               | 24,14    | Petráhn Barbara Szekszárdi AK                                            | 24,24    | Kaptur Éva KSI                                              | 24,80                            |
| 400 m                  | Petráhn Barbara Szekszárdi AK                                              | 53,56    | Varga Bianka Bp. Honvéd                                                  | 54,66    | Kéri Bianka VEDAC                                           | 55,22                            |
| 800 m                  | Kenesei Zsanett BEAC                                                       | 2:18,21  | Kratochwill Zsófia Építők SC                                             | 2:18,56  | Tóth Johanna Vasas                                          | 2:19,82                          |
| 1500 m                 | Papp Krisztina Újpesti TE                                                  | 4:19,55  | Kenesei Zsanett BEAC                                                     | 4:27,18  | Kácser Zita Szolnoki MÁV                                    | 4:30,17                          |
| 5000 m                 | Papp Krisztina Újpesti TE                                                  | 16:24,98 | Erdélyi Zsófia Újpesti TE                                                | 17:06,84 | Kácser Zita Szolnoki MÁV                                    | 17:26,04                         |
| 10 000 m               | Czebei Réka Favorit AC Kaposvár                                            | 35:06,86 | Szederkényi-Takács Andrea Vasas                                          | 35:13,58 | Kovács Zsófia Fanni VEDAC                                   | 35:25,87                         |
| maraton                | Földingné Nagy Judit Győri Dózsa                                           | 2:54:47  | Bátai Réka PVSE                                                          | 3:01:50  | Varga Éva Békéscsabai AC                                    | 3:09:30                          |
| 3000 m akadály         | Erdélyi Zsófia Újpesti TE                                                  | 10:27,84 | Gyürkés Viktória Ikarus BSE                                              | 11:05,45 | Kácser Zita Szolnoki MÁV                                    | 11:32,76                         |
| 100 m gát              | Munkácsy Petra Bp. Honvéd                                                  | 13,95    | Juhász Fanni Zalaegerszegi AC                                            | 13,96    | Kerekes Gréta Debreceni SC-SI                               | 13,97                            |
| 400 m gát              | [[Loránd Lilla[]] VEDAC                                                    | 1:01,59  | Némethy Zsófia Zalaegerszegi AC                                          | 1:02,31  | Kálmán Csenge Debreceni SC-SI                               | 1:02,49                          |
| 4 × 100 m váltó        | Munkácsy Petra Varga Bianka Schmelcz Fanny Nguyen Anasztázia Bp. Honvéd    | 45,85    | Babos Rita Frey Virág Pálinkás Dóra Turcsik Katalin Alba Regia AK        | 47,80    | Budai Alexandra Kaptur Éva Bekecs Bianka Tungli Katalin KSI | 48,09                            |
| 4 × 400 m váltó        | Krizsán Xénia Bobcsek Emese Farkas Györgyi Varga Bianka Bp. Honvéd         | 3:45,09  | Szarvas Dóra Aradi Bernadett Sárkány Fanni Kálmán Csenge Debreceni SC-SI | 3:51,65  | Nagy Cecília Loránd Lilla Pernesz Zsófia Kéri Bianka VEDAC  | 3:52,50                          |
| 20 km gyaloglás        | Madarász Viktória Békéscsabai AC                                           | 1:36:22  | Gerendási Eszter BEAC                                                    | 1:36:50  | Füsti Edina Tatabányai SC                                   | 1:39:56                          |
| magasugrás             | Babos Rita Alba Regia AK                                                   | 1,81 m   | Farkas Györgyi Bp. Honvéd                                                | 1,79 m   | Czúth Réka Pécsi VSK                                        | 1,76 m                           |
| rúdugrás               | Erős Enikő Ferencvárosi TC                                                 | 3,90 m   | Szabó Daniella Bp. Honvéd                                                | 3,70 m   | Koppány Gabriella Bp. Honvéd                                | 3,50 m                           |
| távolugrás             | Krizsán Xénia Bp. Honvéd                                                   | 6,25 m   | Ajkler Zita Vasas                                                        | 6,18 m   | Farkas Györgyi Bp. Honvéd                                   | 6,09 m                           |
| hármasugrás            | Babos Rita Alba Regia AK                                                   | 13,50 m  | Ajkler Zita Vasas                                                        | 12,96 m  | Hoffer Krisztina Tatabányai SC                              | 12,71 m                          |
| súlylökés              | Márton Anita Békéscsabai AC                                                | 16,70 m  | Váradi Krisztina Ganzair AC                                              | 13,67 m  | Ozorai Jenny Dobó SE                                        | 12,71 m                          |
| diszkoszvetés          | Márton Anita Békéscsabai AC                                                | 50,77 m  | Váradi Krisztina Ganzair AC                                              | 47,02 m  | Tóth Baranyi Tamara Békéscsabai AC                          | 45,23 m                          |
| kalapácsvetés          | Orbán Éva VEDAC                                                            | 70,71    | Ozorai Jenny Dobó SE                                                     | 63,88    | Gergelics Cintia Dobó SE                                    | 63,05                            |
| gerelyhajítás          | Juhász Vanda Ferencvárosi TC                                               | 58,03    | Ormay Anikó TFSE                                                         | 51,04    | Szabó Nikolett Ferencvárosi TC                              | 48,62                            |
| hétpróba               | Farkas Györgyi Bp. Honvéd                                                  | 6059     | Babos Rita Alba Regia AK                                                 | 5196     | Czúth Réka Pécsi VSK                                        | 4834                             |
| félmaraton             | Kálovics Anikó Zalaegerszegi AC                                            | 1:15:04  | Rakonczai Beáta Nyíregyházi VSC                                          | 1:17:09  | Kovács Ida VEDAC                                            | 1:19:00                          |
| mezei futás            | Nagy Mónika VEDAC                                                          | 21:59    | Szederkényi-Takács Andrea Vasas                                          | 22:36    | Czebei Réka Favorit AC                                      | 22:57                            |
| csapat félmaraton      | Kovács Ida Badis Anissa Zsófia Nagy Mónika VEDAC                           | 4:09:46  | Kiss Ágnes Biacsi Bernadett Biacsi Ilona Szegedi VSE                     | 4:15:03  | Gyurkó Fanni Pettkó-Szandtner Judit Khell Róza Vasas        | 4:16:55                          |
| csapat maraton         | Varga Éva Róta Annamária Bartha Edit Békéscsabai AC                        | 10:31:18 | Fehértóiné Káposznyák Valéria Aba Judit Almássy Mariann Margitszigeti AC | 10:40:42 | Szojka Szilvia Korenovszkij Júlia Fischer Anita ELTE ADSK   | 11:33:31                         |
| csapat mezei futás     | Szederkényi-Takács Andrea Gyurkó Fanni Anna Khell Róza Móczó Zsanett Vasas | 19       | Bátai Réka Récsei Petra Kácser Krisztina PVSE                            | 27       | Nagy Mónika Badis Anissa Zsófia Tóth Melinda VEDAC          | 29                               |
| csapat 20 km gyaloglás | Torma Anett Bajnai Eszter Mészáros Anita Bp. Honvéd                        | 5:30:52  | Medgyesi Nóra Troják Anett Muszka-Kalló Orsolya Hunyadi DSE              | 6:53:53  | Több értékelhető csapat nem volt                            | Több értékelhető csapat nem volt |

## Téli dobóbajnokság
Férfiak
| Versenyszám   | Arany                         | Arany   | Ezüst                            | Ezüst   | Bronz                        | Bronz   |
| ------------- | ----------------------------- | ------- | -------------------------------- | ------- | ---------------------------- | ------- |
| diszkoszvetés | Savanyú Péter Omega AC Tamási | 57,17 m | Bognár Szabolcs Zalaegerszegi AC | 55,88 m | Huszák János Ferencvárosi TC | 55,18 m |
| kalapácsvetés | Pars Krisztián Dobó SE        | 78,93 m | Németh Kristóf Dobó SE           | 74,17 m | Hudi Ákos VEDAC              | 69,42 m |
| gerelyhajítás | Magyari Zoltán Váci Reménység | 70,03 m | Patkó Dániel Szolnoki MÁV        | 68,86 m | Hernádi Gábor Bp. Honvéd     | 66,23 m |

Nők
| Versenyszám   | Arany                        | Arany   | Ezüst                       | Ezüst   | Bronz                   | Bronz   |
| ------------- | ---------------------------- | ------- | --------------------------- | ------- | ----------------------- | ------- |
| diszkoszvetés | Váradi Krisztina GANZ AIR    | 48,18 m | Császár Katalin Haladás     | 45,43 n | Divós Katalin Dobó SE   | 43,57 n |
| kalapácsvetés | Nickl Vanda Dobó SE          | 61,50 m | Fertig Fruzsina VEDAC       | 57,15 m | Gyurátz Réka Dobó SE    | 55,59 m |
| gerelyhajítás | Juhász Vanda Ferencvárosi TC | 50,88 m | Kovács Eszter Tatabányai SC | 43,68 m | Tóth Janka Szolnoki MÁV | 42,63 m |

## Magyar atlétikai csúcsok
- 400 m 45,42 ocs. Deák Nagy Marcell Gödöllői EAC Tallinn 2011. 7. 22.
- n. kalapács 71,33 m ocs. Orbán Éva VEDAC Sencsen 8. 19.